# Caroline von Knorring

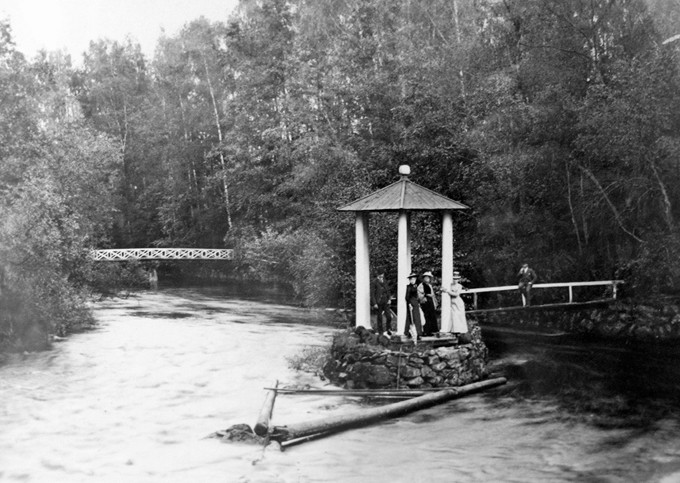
Prostory rodinného panství Ludvika, asi 1900

Caroline Gustafva Eleonora von Knorring (6. října 1841, Göteborg – 4. srpna 1925, Engelbrekt) byla švédská fotografka a jedna z prvních profesionálních fotografek ve Švédsku.

## Životopis
Caroline se narodila ve švédském Göteborgu ve šlechtické rodině von Knorringů. Když se jejímu otci nedařilo v podnikání, dostala příležitost věnovat se profesionálně fotografii. Přestěhovala se z Göteborgu do Stockholmu a otevřela fotografické studio v Jakobsbergsgatanu, které provozovala v letech 1864 až 1871. Ze stovky registrovaných fotografů ve Stockholmu v 60. letech 19. století bylo v té době pouze 15 žen. Zúčastnila se průmyslové výstavy ve Stockholmu v roce 1866. V roce 1872 se provdala za Ehrenfrieda Rotha, bohatého politika. Po svatbě své studio ve Stockholmu uzavřela a přestěhovala se do rodinného sídla v Sunnansjö. V Sunnansjö fotografovala pro radost krajinu. Žila tam až do smrti svého manžela v roce 1905. Pak se přestěhovala do sídla Ludvika a jako letní sídlo použila zámek Sunnansjö. Caroline von Knorringová zemřela v roce 1925 a její ostatky jsou v rodinném hrobě Rothů na hřbitově kostela Ludvika Ulrica.
Patřila k průkopnické generaci profesionálních fotografek ve Švédsku po Britě Sofii Hesseliusové : ve stejnou dobu, kdy se stala aktivní, Hedvig Söderström ve Stockholmu (1857), Emma Schenson v Uppsale a Wilhelmina Lagerholm v Örebro (1862), mimo jiné, staly se prvními profesionálními fotografkami ve svých městech: v šedesátých letech 19. století to bylo nejméně 15 potvrzených fotografek ve Švédsku, z nichž tři, Rosalie Sjöman, Caroline von Knorring a Bertha Valerius, patřící k elitě jejich profese.

## Galerie

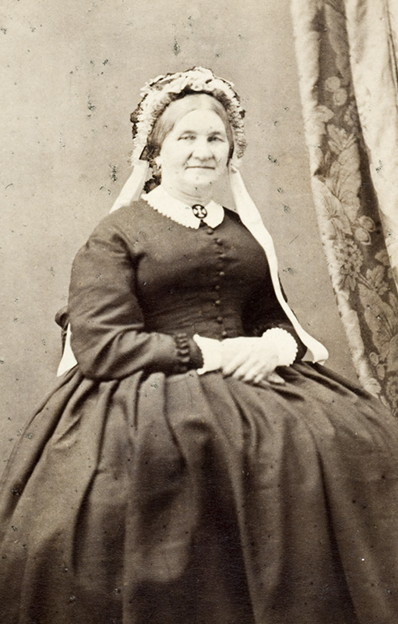
Amalia Spaak
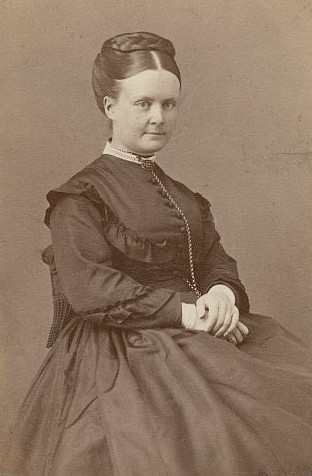
Neznámá žena
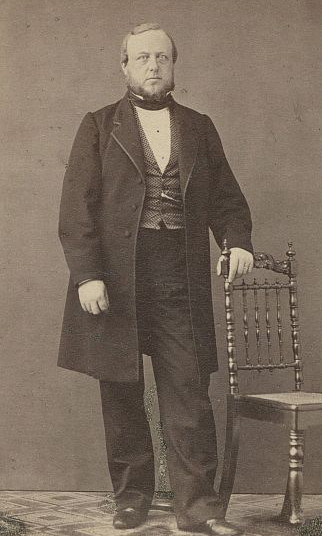
Carl Edward Roth (švagr autorky)
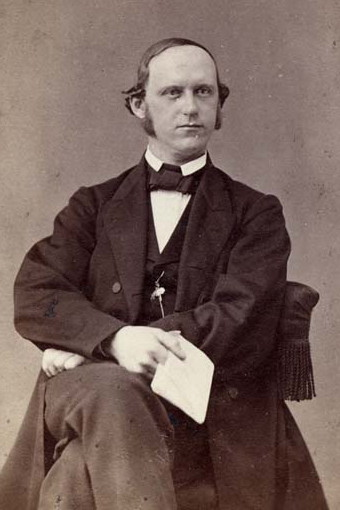
Frans Huss
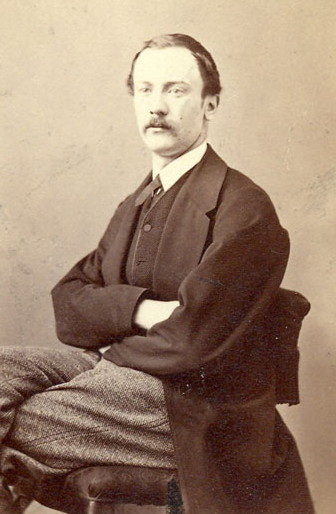
Neznámý muž
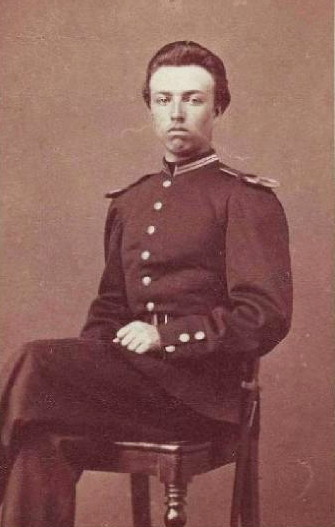
Gustaf Fredrik Wistrand